# Howard (Wisconsin, Chippewa megye, város)
Howard város az Amerikai Egyesült Államok Wisconsin államában, Chippewa megyében. Lakosainak száma 777 fő (2020. április 1.).

## Története
A várost Benjamin Howard dandártábornokról, az 1812-es háború egyik tisztjéről nevezték el.

## Népesség
A település népességének változása:

| 2010 | 798 |
| 2020 | 777 |